# Associació Francòfona Europea de Diagnòstics, Intervencions i Resultats d’Infermeria
AFEDI, Associació Francòfona Europea de Diagnòstics, Intervencions i Resultats d'Infermeria (Association Francophone Européenne des Diagnostics, Interventions et Résultats Infirmiers) és una associació internacional amb voluntat de promoure i traduir les classificacions d'infermeria, especialment la NANDA-I, la CISI/NIC (Classification des Interventions de Soins Infirmiers) i la CRSI/NOC (Classifications des Résultats de Soins Infirmiers).
Constituïda el 1991, té la seu a Brussel·les i és membre de NANDA-I. El seus objectius principals són difondre i participar en l'enriquiment dels diagnòstics d'infermeria, col·laborar en projectes internacionals de recerca sobre diagnòstics, intervencions i resultats d'infermeria, i treballar en xarxa per generar intercanvi. Segons consta als seus estatuts, l'AFEDI pretén desenvolupar els diagnòstics d'infermeria com un concepte que contribueixi a la promoció de la qualitat, el reconeixement i la gestió de les cures infermeres.